# Bod (Braşov)
Pour les articles homonymes, voir Bod.
Bod (en allemand: Brenndorf, Bringendorf, Brignendorf, en hongrois: Botfalu, Botfalva) est une commune roumaine du județ de Brașov, dans la région historique de Transylvanie. Elle est composée des deux villages suivants :
- Bod, siège de la commune ;
- Colonia Bod (en hongrois: Botfalusi Cukorgyártelep).

## Localisation
Bod est située dans la partie de centre-est du comté de Braşov, (à 14 km du centre-ville de Brașov)

## Monuments et lieux touristiques
- Église Saint Nicolas du village de Bod (construite aux XIIIe et XVIIIe siècles), monument historique
- Église évangélique fortifiée du Bod (construite au XIIIe siècle), monument historique
- Site archéologique “Dealul Popilor” de Bod
- Rivière Olt